# Comoé Meridional
Comoé Meridional és una de les 31 regions de Costa d'Ivori. Està situada a l'extrem sud-est del país i la seva capital és Aboisso. El 2015 tenia una població estimada de 642.620 habitants. La regió de Comoé Meridional té una superfície de 7.189 km². Juntament amb la regió d'Indénié Djuablin formen el Districte de Comoé que té 1.203.052 habitants.

## Situació geogràfica i regions veïnes
Comoé Meridional està situat a l'extrem sud-est de Costa d'Ivori. Limita al sud amb l'oceà Atlàntic, a l'est amb Ghana, al nord amb la regió d'Indénié Djuablin i a l'oest amb la regió de La Mé i amb el districte autònom d'Abidjan.

## Etnologia i llengües
- Els gwes, que tenen com a llengua materna el mbato, viuen a la zona que hi ha al nord de Grand-Bassam, a l'oest de Bonoua, al sud d'Alépé i a l'est del Bosc de la Nguechie.[4]
- Els aixantis, que parlen el dialecte aixanti viuen al nord d'Ayamé.[5]

## Subdivisió administrativa
La regió de Comoé Meridional està subdividida en els següents departaments i les respectives sotsprefectures:
- Departament d'Aboisso (4.452 km², 307.852 habitants): Aboisso, Adaou, Adjouan, Ayamé, Bianouan, Kouakro, Maféré i Yaou.
- Departament de Grand-Bassam (7866 km², 179.063 habs): Bongo, Bonoua i Grand-Bassam.
- Departament d'Adiaké (1.011 km², 83.547 habs): Adiaké, Assinie-Mafia i Etuéboué.
- Deparatment de Tiapoum (940 km², 72.158 habs): Noé, Nouamou i Tiapoum.

Els municipis de la regió són: Aboisso, Ayamé, Maféré, Adiaké, Grand-Bassam, Bonoua i Tiapoum.

## Economia
L'agricultura, la mineria, l'explotació hidroelèctrica, la pesca, la ramaderia i el transport són els principals sectors econòmics de Comoé Meridional. A més a més, les autoritats del territori volen crear indústria de transformació de les matèries primeres de la zona.

### Agricultura
L'agricultura és el sector econòmic principal de la regió. Els seus principals productes agrícoles són el cacau, el cafè, l'hevea, la pinya, l'oli de palma i la mandioca.

### Turisme
Alguns dels principals atractius turístics de la regió són els balnearis de Grand-Bassam, el carnaval Popo de Bonoua, les platges de la costa i les festes del nyam de Krindjabo.

## Cultura
Els principals atractius culturals són:
- Carnaval Popo de Bonoua
- Festa del nyam de Krindjabo